# Districtul Beau Vallon
Beau Vallon este un district  în Seychelles, situat pe insula Mahé.